# Polles z Ajgaj
Polles z Ajgaj (stgr. Πόλλης Αἰγιεύς) – grecki filozof i wróżbita działający w okresie pomiędzy II w. p.n.e. a II wiekiem n.e.

## Datowanie
Okres jego życia jest trudny do ustalenia. W związku z wyraźnym wpływem nurtu stoickiego na tematykę prac przypisanych Pollesowi, umiejscawia się go w II w. p.n.e. Natomiast jeśli uznać, że Lydos przytoczył listę swoich źródeł w porządku chronologicznym, to Polles działałby w tym samym czasie, co Klaudiusz Ptolemeusz, lub nawet po nim. Z tego powodu część badaczy umieszcza działalność Pollesa w II wieku n.e.

## Źródła
Najwięcej informacji o nim zawiera hasło z Liber Suda (Suda, π 1898). Prawdopodobnie ta sama postać wzmiankowana jest w kilku innych hasłach tegoż źródła (Suda, ο 163; μ 448, σ 1376, π 1897). O Pollesie wspomina w De ostentis (Lyd. Ost. 2; 8) Jan Lydos, który być może korzystał z jego prac. Marinos z Samarii w biografii Proklosa zestawia Pollesa z innym słynnym wróżbitą, Melamposem (Mar. V. Proc. 10); w analogicznym porównaniu Polles występuje w poemacie Romulea Drakoncjusza (Drac. Rom. VIII 480). Pseudo-Nonnos w komentarzu do mów Grzegorza z Nazjanzu wymienia Pollesa jako specjalistę od znaków widzianych w podróży (Ps.-Non. In Greg. Naz. 72).

## Dzieła
Nie zachowały się oryginalne prace Pollesa. Zgodnie z hasłami z Liber Suda (Suda, π 1897, 1898) był autorem następujących dzieł:
- O znakach widzianych w podróży (Τὸ ἐνόδιον οἰώνισμα)
- dwie księgi Symboliki (Συμβολικὰ)
- osiem ksiąg Wróżenia z lotu ptaków (Οἰωνοσκοπικὰ)
- dwie księgi Arytmetyki (̓Αριθμητικὰ)
- dwie księgi Remediów ( ̓Ιήματα)
- Wróżenie z lotu ptaków u Homera (Περὶ τῆς καθ'  ̔Ομηρον οἰωνοπολίη)
- O wróżbiarstwie etruskim (Περὶ τῆς παρὰ Τυρρηνοῖς μαντικῆς)
- Iatrosymbolika (̓Ιατροσυμβολικά)
- O dzięciołach (Περὶ δρυοκολάπτου)
- Święta mowa ( ̔Ιερὸν λόγον)
- jedna księga (Wróżebnych znaków) domowych (Κατοικιδίων)
- O polowaniu (Θηρευτικόν)
- trzy księgi Sympatii i antypatii (Συμπαθειῶν καὶ ἀντιπαθειῶν)
- O piorunach i jak się przed nimi ustrzec (Περὶ κεραυνῶν καὶ τῆς αὐτῶν παρατηρήσεως)[10].

## Związek z Etruskami
Datowany na ok. II poł. III w. p.n.e. Sarkofag Urzędnika (Sarcofago del Magistrato) z Tarkwinii zawiera inskrypcję, z której wynika, że pochowano w nim Larisa Pulenasa, prawnuka „Larisa Pule, Greka” (Pules Larisal Creices). W dalszej części inskrypcji Laris Pulenas pochwalił się napisaniem „księgi o dywinacji”. Część badaczy uważa, że jego pradziadek, „Laris Pule, Grek”, mógł być tożsamy z Pollesem z Ajgaj.